# Saison 2 de Timeless
Chronologie
Saison 1
Cet article présente la liste des épisodes de la deuxième et dernière saison de la série télévisée américaine Timeless.

## Généralités
- Aux États-Unis, la saison a été diffusée du 11 mars 2018 au 13 mai 2018 sur le réseau NBC.
- Au Canada, la saison a été diffusée en simultanée sur le réseau Global.
- En France, le téléfilm final est inclus dans la deuxième saison.

## Distribution

### Acteurs principaux
- Abigail Spencer (VF : Marie Diot) : Lucy Preston
- Matt Lanter (VF : Sylvan Agaësse) : Wyatt Logan
- Malcolm Barrett (VF : Namakan Koné) : Rufus Carlin
- Sakina Jaffrey (VF : Nathalie Karsenti) : Agent Denise Christopher
- Paterson Joseph (VF : Gilles Morvan) : Connor Mason
- Claudia Doumit (VF : Laura Felpin) : Jiya
- Goran Višnjić (VF : Stéphane Ronchewski) : Garcia Flynn

### Acteurs récurrents
- Susanna Thompson (VF : Catherine Le Hénan) : Carolyn Preston, la mère de Lucy
- Annie Wersching (VF : Anne Rondeleux) : Emma Whitmore
- Michael Rady : Nicholas Keynes[1]
- Tonya Glanz : Jessica

### Invités
- McKenna Roberts : Olivia (épisodes 5 et 8)
- Marci T. House : Michelle (épisode 8)
- Sofia Vassilieva : Abiah Folger (épisode 4)

## Épisodes

### Épisode 1:Combats de femmes
- États-Unis /  Canada : 11 mars 2018 sur NBC[2] / Global
- France : 12 mars 2019 sur Série Club
- Suisse : 17 mars 2019 sur RTS Un

- États-Unis : 2,97 millions de téléspectateurs[3] (première diffusion)

- Matthew Atherton (Capitaine Albright)
- Kim Bubbs (Marie Curie)
- Melissa Farman (Irène Curie)

Un mois s'est écoulé depuis les derniers événements. Lucy vient de découvrir que sa mère, Carol fait partie de Rittenhouse et qu'elle et Emma ont mis une bombe dans les laboratoires de Mason Industrie. Lucy pense que toute l'équipe est morte dans l'explosion mais en réalité Wyatt, Rufus, Denise, Jiya et Mason se cachent dans un bunker avec la capsule.

### Épisode 2:Course infernale
- États-Unis /  Canada : 18 mars 2018 sur NBC / Global
- France : 12 mars 2019 sur Série Club
- Suisse : 17 mars 2019 sur RTS Un

- États-Unis : 2,85 millions de téléspectateurs[4] (première diffusion)

- Joseph Lee Anderson (Wendell Scott)
- Matt Long (Ryan Millerson)

Wyatt et Rufus ont sauvé Lucy des griffes de sa mère et de Rittenhouse. Ils comprennent vite que l'homme qu'elles ont sauvé en 1918 est Nicholas Keyens, l'arrière-grand-père de Lucy et également un des grands chefs de Rittenhouse. Ils découvrent aussi que Rittenhouse a implanté des agents au cours de l'histoire. Lucy, Wyatt et Rufus doivent les trouver avant de les neutraliser. Pour cela, ils demandent de l'aide à Flynn qui est en prison et qui en sait beaucoup plus sur Rittenhouse que quiconque. 

### Épisode 3:Hollywood Stories
- États-Unis /  Canada : 25 mars 2018 sur NBC / Global
- France : 19 mars 2019 sur Série Club
- Suisse : 24 mars 2019 sur RTS Un

- États-Unis : 2,56 millions de téléspectateurs[5] (première diffusion)

- Alyssa Sutherland (Hedy Lamarr)
- Teddy Sears (Lucas Calhoun)
- John Colton (William Randolph Hearst)
- Beau Brians (George Antheil)
- Josh Randall (Barney Balaban)

Tout le monde est très inquiet pour Jiya car depuis son voyage dans la capsule, elle est sujette à des hallucinations et à des crises d'épilepsies. Elle ne le dit à personne mais Jiya pense que ces hallucinations  sont peut-être des visions de l'avenir. 

### Épisode 4:Les sorcières de Salem
- États-Unis /  Canada : 8 avril 2018 sur NBC / Global
- France : 19 mars 2019 sur Série Club
- Suisse : 24 mars 2019 sur RTS Un

- États-Unis : 2,47 millions de téléspectateurs[6] (première diffusion)

- Sofia Vassilieva (Abiah Folger)
- Emily Swallow (Bethsabée Pope)
- Patrick Fischler (Joseph Pope)
- Todd Weeks (Samuel Sewall)
- Henri Lubatti (John Heathorne)

L'équipe ne comprend pas pourquoi Wyatt est parti précipitamment du bunker sans dire un mot. En réalité il part dans le bar où travaillait sa femme car Jessica est à nouveau vivante. Celui-ci veut dire toute la vérité à sa femme et il l'amène dans le bunker.

### Épisode 5:La malédiction des Kennedy
- États-Unis /  Canada : 15 avril 2018 sur NBC / Global
- France : 26 mars 2019 sur Série Club
- Suisse : 31 mars 2019 sur RTS Un

- États-Unis : 2,47 millions de téléspectateurs[7] (première diffusion)

- Grant Jordan (John Fitzgerald Kennedy)
- Reina Hardesty (Kayla)

### Épisode 6:Le roi du blues
- États-Unis /  Canada : 22 avril 2018 sur NBC / Global
- France : 26 mars 2019 sur Série Club
- Suisse : 31 mars 2019 sur RTS Un

- États-Unis : 2,31 millions de téléspectateurs[8] (première diffusion)

- Kamahl Naiqui (Robert Johnson)
- Gavin Stenhouse (Don Law)

### Épisode 7:Miss Sherlock Holmes
- États-Unis /  Canada : 29 avril 2018 sur NBC / Global
- France : 26 mars 2019 sur Série Club
- Suisse : 7 avril 2019 sur RTS Un

- États-Unis : 2,52 millions de téléspectateurs[9] (première diffusion)

- Erica Dasher (Alice Paul)
- Sarah Sokolovic (Grace Humiston)

Lucy, Wyatt, Rufus et Flynn arrivent à New York en 1919. Ils pensent que Rittenhouse veut s'en prendre au président Woodrow Wilson, qui était sur place car il allait bientôt partir signer le traité de Versailles. Au moment où ils arrivent à son hôtel, ils entendent des coups de feu. Mais la victime n'est pas le président mais un sénateur. Et d'après la police, le meurtrier est Alice Paul, une célèbre suffragette car ils ont trouvé l'arme dans ses affaires. Lucy sait qu'Alice est innocente car elle allait présider un discours qui allait impressionner le président qui par la suite allait accorder le droit de vote aux femmes. Ils doivent donc trouver un moyen de l'innocenter. 

### Épisode 8:L'attentat
- États-Unis /  Canada : 6 mai 2018 sur NBC / Global
- France : 2 avril 2019 sur Série Club
- Suisse : 7 avril 2019 sur RTS Un

- États-Unis : 2,23 millions de téléspectateurs[10] (première diffusion)

- Pooja Batra (Ananya Sirivastava)
- Karen David (Denise Sirivastava / Christopher jeune)
- Matthew Alan (Owen)
- Erik Stocklin (John Hinckley, Jr.)

Denise est rentrée un peu chez elle pour voir sa femme, Michelle et ses deux enfants, Mark et Olivia. A cause de son petit-déjeuner familial, elle va arriver en retard au travail. Pendant ce temps au bunker, ils reçoivent un signal d'un agent le 30 mars 1981 à Washington D.C.. Il s'agit du jour de la tentative d'assassinat de Ronald Reagan perpétrée par John Hinckley Jr., un cinglé obsédé par Jodie Foster et dont il voulait attirer l'attention. Lucy, Wyatt, Rufus et Jiya décident d'y aller mais quand Denise arrive, elle dit à Mason et Flynn que les agents ne sont pas là pour Ronald Reagan. 

### Épisode 9:Le général
- États-Unis /  Canada : 13 mai 2018 sur NBC / Global
- France : 2 avril 2019 sur Série Club
- Suisse : 14 avril 2019 sur RTS Un

- États-Unis : 2,43 millions de téléspectateurs[11] (première diffusion)

- Christine Horn (Harriet Tubman)
- Kevin Sizemore (Colonel Ryerson)

### Épisode 10:Chinatown
- États-Unis : 13 mai 2018 sur NBC
- Canada : 16 mai 2018 sur Global
- France : 2 avril 2019 sur Série Club
- Suisse : 14 avril 2019 sur RTS Un

- États-Unis : 2,43 millions de téléspectateurs[11] (première diffusion)

- Megan Liu (Fei Yunshan)
- Evan Lai (Feng Yunshan)

### Épisode 11:Le miracle de Noël, première partie
- États-Unis /  Canada : 20 décembre 2018 sur NBC / Global
- France : 9 avril 2019 sur Série Club

- États-Unis : 3,23 millions de téléspectateurs[12] (première diffusion)

### Épisode 12:Le miracle de Noël, deuxième partie
- États-Unis /  Canada : 20 décembre 2018 sur NBC / Global
- France : 9 avril 2019 sur Série Club

- États-Unis : 3,23 millions de téléspectateurs[12] (première diffusion)